# Жаборанди (Баия)
Вижте пояснителната страница за други значения на Жаборанди.
Жаборанди (на португалски: Jaborandi) е град и община в Бразилия, щат Баия, мезорегион Крайно западна Баия, микрорегион Санта Мария да Витория. Според Бразилския институт по география и статистика през 2010 г. общината има 8976 жители.